# Maske in Blau
Maske in Blau és una pel·lícula musical d'Alemanya Occidental de 1953 dirigida per Georg Jacoby i protagonitzada per Marika Rökk, Paul Hubschmid i Wilfried Seyferth.
Es tracta d'una pel·lícula opereta basada en l'obra del mateix títol composta per Fred Raymond. S'havia fet una versió cinematogràfica feta en 1943.
Va ser realitzada als estudis de Bavaria Film a Múnic i els exteriors a Roma. Els muntatges de la pel·lícula van ser dissenyats pel director artístic Erich Kettelhut. Va ser rodada en Agfacolor.

## Repartiment
- Marika Rökk - Juliska Varady
- Paul Hubschmid - Armando Cellini
- Wilfried Seyferth - Orgando, Manager
- Walter Müller - Seppl Frauenhofer
- Ernst Waldow - Inspector de policia Lamento
- Annie Rosar - Birri, guardaroba
- Fritz Odemar - Director detaetre Corelli
- Helli Servi - Putti Pierotti
- Rudolf Schündler - Stage Manager
- Peter W. Staub - Wat Nu, servent xinès
- Ulrich Bettac
- Kurt Reimann - Cantant